# Blur Overdrive
Blur Overdrive es un videojuego de carreras desarrollado y publicado por Marmalade Game Studio con licencia de Activision para Android y iOS. Es la secuela de Blur. A diferencia de la entrega anterior Overdrive no cuenta con licencias de vehículos.

## Jugabilidad
Blur Overdrive es un juego de carreras con perspectiva cenital, que pese a tener una cámara y un sistema de control distintos a los del Blur original, ofrece una experiencia muy similar en la que tendremos que competir en carreras trepidantes usando todo tipo de trucos sucios.
Los jugadores tienen a su disposición más de veinte vehículos diferentes, que se pueden personalizar cambiándoles el color y añadiéndoles diferentes mejoras. Eso sí, la mayoría de ellos se tiene que ganar compitiendo y obteniendo dinero durante las carreras.
Durante las carreras el objetivo es quedar de primero, pero para ello no es estrictamente necesario ser el más rápido. Los jugadores pueden usar hasta ocho potenciadores distintos, que les permiten activar escudos, soltar minas y lanzar rayos.

## Recepción
Blur Overdrive recibió críticas generalmente mixtas según el sitio web agregador de reseñas Metacritic.
Blake Grundman de 148Apps dijo que "un juego de carreras de consola sería difícil de hacer justicia en dispositivos móviles, pero Blur Overdrive tiene lo suficientemente antiguo y nuevo para apaciguar tanto a los fanáticos como a los recién llegados", y otorgó una puntuación de 4 de 5 estrellas.
Damien McFerran de Pocket Gamer dijo que "puede que no sea el trabajo del equipo original de Blur, pero Overdrive captura lo suficiente de la magia de su predecesor como para que valga la pena descargarla, aunque prepárate para hurgar en tus bolsillos para comprar moneda del juego", y otorgó una puntuación de 3.5 estrellas.
La revista Edge dijo que "sin embargo, a pesar de sus defectos, Overdrive captura la esencia de su progenitor, aunque también sirve como un recordatorio de que los tan extrañados Bizarre Creations no volverán", y otorgó una puntuación de 60 de 100.